# Мостовая (приток Еловки)
Мостовая — река на полуострове Камчатка в России. Протекает по территории Усть-Камчатского района. Длина реки — около 24 км.
Начинается посередине отрезка между горой Урылычен и озером Браукруе. Течёт в северном направлении, только вблизи устья поворачивая на запад. Бассейн реки покрыт берёзово-лиственничным лесом.
. Впадает в реку Еловка (приток Камчатки) слева на расстоянии 114 км от её устья на высоте 59,7 метра над уровнем моря. Ширина реки в низовьях 15 метров, глубина — 10 см, дно твёрдое.
По данным государственного водного реестра России относится к Анадыро-Колымскому бассейновому округу.
- Код водного объекта — 19070000112120000016629[2].

Притоки:
- правые: Урылычен (ручей), Киюкуц[3]